# أليس فريمان بالمر
أليس فريمان بالمر (بالإنجليزية: Alice Freeman Palmer)‏ (21 فبراير 1855- 6 ديسمبر 1902) معلمة أمريكية. كانت رئيسة كلية ويليسلي منذ عام 1881 وحتى عام 1887، عندما غادرت لتتزوج أستاذ هارفارد جورج هربرت بالمر. منذ عام 1892 وحتى عام 1895 كانت عميدة في جامعة شيكاغو التي تأسست حديثًا.
دافعت عن التعليم الجامعي للنساء، وعن تحسين فرصهن في الالتحاق بالجامعة من خلال تحسين التحضير للكليات، والرعاية، والمحاضرات العامة، ودورها في العديد من المنظمات التعليمية. شاركت في تأسيس جمعية الخريجات الجامعيات وكانت رئيستها، والتي أصبحت فيما بعد الجمعية الأمريكية للنساء الجامعيات. أدخِلت في قاعة الشهرة للأمريكيين العظماء.
ودعت النساء إلى الحصول على تعليم جامعي حتى لو كن بحاجة لدعم أنفسهن، لأنهن يتمتعن بالمهارات اللازمة للقيام بذلك. كانت المرأة المستقلة والفعالة، الفريدة من نوعها في وقتها، نموذجًا للمرأة الجديدة في القرن التاسع عشر.

## التعليم
بدأت جامعة ميشيغان تسجيل النساء في عام 1870. قدمت بالمر امتحان القبول في عام 1872 في جامعة ميشيغان، في ذلك الوقت كانت أكبر جامعة في البلاد، ووجدت أنها تعاني من نقص في بعض المجالات. تركت انطباعًا قويًا على جيمس أنجيل، رئيس الجامعة وأمين سجلها. قُبلت بشرط أن تعوض محتوى المنهاج الذي ينقصها، وهو ما فعلته قبل عامها الثاني.
استثمر جيمس في مسعى تعدين قائم على المضاربة في عام 1873 وبسبب فشله، فقد مزرعته وممتلكاته وطلب من بالمر العودة إلى المنزل. وبدلًا من ذلك، وبمساعدة أساتذتها، حصلت على منصب تدريس اللغة اليونانية واللاتينية في أوتاوا، إلينوي. بموجب هذا النظام، سُمح لها بمواصلة دراستها كعضو في فئة المبتدئين. وبالإضافة إلى دعمها، فإنها دعمت نفسها من تلك النقطة بقدر أكبر.
أصبحت بالمر الأولى في فصلها وكانت عضوًا في جمعية الطلاب المسيحية. تحدثت في حفل تخرجها عام 1876 عن الصراع بين العلم والشعر.

## الحياة المهنية

### السنوات المبكرة
بعد تخرجها من جامعة ميشيغان، درّست في مدرسة داخلية خاصة في ولاية ويسكونسن في جنيف لمدة عام دراسي واحد. ابتداءً من عام 1877، كانت مديرة المدرسة الثانوية في شرق ساغيناو، ميشيغان. أعلن والدها إفلاسه في عام 1877، وتحملت أليس ديونه، ونقلت الأسرة إلى ساغيناو إلى منزل مستأجر دفعت أجرته من راتبها كمديرة مدرسة، ومن الدخل الذي حققته والدتها من التلاميذ المقيمين. أسس والدها مهنةً أصبحت ناجحة في نهاية المطاف في المدينة. بدأت تعاني من سوء الصحة، ويرجع ذلك جزئيًا إلى مدى صعوبة عملها منذ أن كانت في التاسعة عشرة من عمرها.

## وصلات خارجية
- أليس فريمان بالمر على موقع الموسوعة البريطانية (الإنجليزية)